# توماماي
توماماي هي بلدية في اليابان، وبلدة في اليابان، تقع في Rumoi Subprefecture ‏، بلغ عدد سكانها 3,167 نسمة وذلك حسب إحصائيات سنة 2018، تبلغ مساحتها 454.53 كيلومتر مربع.